# ديريك واتسون
ديريك واتسون (بالإنجليزية: Derek Watson)‏ هو لاعب كرة قدم أمريكية ولاعب كرة القدم الكندية أمريكي، ولد في 1 مايو 1981 في أندرسون في الولايات المتحدة.
1. 1 2  College Basketball at Sports-Reference.com، QID:Q100311335